# Shuiquan (socken i Kina, Shanxi)
Shuiquan (kinesiska: 水泉, 水泉乡) är en socken i Kina. Den ligger i provinsen Shanxi, i den norra delen av landet, omkring 210 kilometer norr om provinshuvudstaden Taiyuan. Antalet invånare är 3 653. Befolkningen består av 1 761 kvinnor och 1 892 män. Barn under 15 år utgör 15,0 %, vuxna 15-64 år 71 %, och äldre över 65 år 13,0 %.
Genomsnittlig årsnederbörd är 700 millimeter. Den regnigaste månaden är juli, med i genomsnitt 201 mm nederbörd, och den torraste är december, med 2 mm nederbörd.